# Black's Law Dictionary

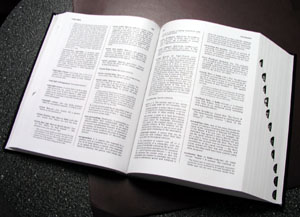
7.ª edición del Black's Law Dictionary.

Black's Law Dictionary (Diccionario jurídico de Black) es un diccionario jurídico para el derecho de los Estados Unidos. Fue fundado por Henry Campbell Black. Ha sido citado como autoridad en derecho en varios casos de la Corte Suprema de los Estados Unidos (ver Autoridad secundaria). Las últimas ediciones, incluyendo las ediciones «abridged» y de bolsillo, son puntos de partida útiles para los abogados y estudiantes de derecho frente a palabras legales poco utilizadas. Es la elección preferida y con mayor autoridad para citarla, tanto en informes de derecho como en los fallos de las cortes estadounidenses.

## Historia
La primera edición fue publicada en 1891 y la segunda en 1910, mucho antes que la primera edición del Oxford English Dictionary estuviera completada en 1928. La sexta —y otras ediciones anteriores del diccionario— también provee referencias a casos jurisprudenciales relacionados con el término citado, lo que algunos abogados ven como su gran valor agregado, proveyendo un punto de partida útil con casos importantes. El Internet hizo que la investigación legal se facilitara muchísimo en comparación a como se procedía antes de su creación, por lo que muchos casos de estados —o circuitos— específicos fueron omitidos en la séptima edición en 1999. La octava edición introdujo un sistema único de casos perpetuamente actualizados y referencias entrecruzadas con otras enciclopedias legales.
El Black’s Law Dictionary ha sido utilizado para crear diccionarios legales en otros idiomas, incluyendo el Qānūnī, Angrezī-Urdu lug̲h̲at: Blaiks lāʼ dikshanarī se māk̲h̲ūz, publicado en Urdu por Islāmābād: Muqtadirah-yi Qaumī Zabān en 1992, y Farhang-i ḥuqūqī-i Bahman: Ingilīsī-Fārsī: bar asās-i published en Persian by Tihrān: Ganj-i Dānish en 1999.
Debido a que muchos términos legales tiene su raíz en el latín, el diccionario da una guía de pronunciación para la utilización de tales palabras.

## Disponibilidad
Se puede acceder a una versión en línea de la última edición mediante el pago a los servicios de información legal de Westlaw y, desde finales de 2006, West Academic ha publicado una edición digital de la octava edición del diccionario Black’s Law Dictionary Digital (ISBN 978-0-314-17610-3) que tiene barras de herramientas que integran al Microsoft Word, Mozilla Firefox y al Internet Explorer. La segunda edición del Black’s Law Dictionary (1910) se encuentra actualmente en el dominio público. El Lawbook Exchange, Ltd. ha reimprimido la primera y la segunda edición (ISBN 0-9630106-0-3 y ISBN 1-886363-10-2, respectivamente).